# Wilson (Ohio)
Wilson es una villa ubicada en el condado de Monroe en el estado estadounidense de Ohio. En el Censo de 2010 tenía una población de 125 habitantes y una densidad poblacional de 102,47 personas por km².

## Geografía
Wilson se encuentra ubicada en las coordenadas 39°51′38″N 81°4′9″O / 39.86056, -81.06917. Según la Oficina del Censo de los Estados Unidos, Wilson tiene una superficie total de 1.22 km², de la cual 1.07 km² corresponden a tierra firme y (12.31%) 0.15 km² es agua.

## Demografía
Según el censo de 2010, había 125 personas residiendo en Wilson. La densidad de población era de 102,47 hab./km². De los 125 habitantes, Wilson estaba compuesto por el 96% blancos, el 0% eran afroamericanos, el 0% eran amerindios, el 0% eran asiáticos, el 0% eran isleños del Pacífico, el 0% eran de otras razas y el 4% pertenecían a dos o más razas. Del total de la población el 2.4% eran hispanos o latinos de cualquier raza.